# Eudarcia servilis
Eudarcia servilis is een vlinder uit de familie van de Meessiidae. Deze soort is voor het eerst wetenschappelijk beschreven als Tinea servilis door Edward Meyrick in een publicatie uit 1914.
De soort komt voor in India (Bengalen).